# Tinh vân Homunculus
Tinh vân Homunculus là một tinh vân phát xạ và phản xạ lưỡng cực bao quanh hệ sao khổng lồ Eta Carinae, cách Trái Đất khoảng 7.500 năm ánh sáng (2.300 parsec) trong chòm sao Thuyền Để. Tinh vân này được nhúng vào Tinh vân Carina lớn hơn nhiều, một vùng H II hình thành sao lớn. Từ homunculus trong tiếng Latin có nghĩa là Người đàn ông bé nhỏ, tinh vân này bao gồm khí được đẩy ra từ Eta Carinae vào năm 1841. Nó cũng chứa bụi hấp thụ phần lớn ánh sáng từ hệ thống sao trung tâm cực kỳ phát sáng và phát xạ lại dưới dạng hồng ngoại (IR). Nó là vật thể sáng nhất trên bầu trời ở bước sóng giữa IR.
Nó được cho là được tạo thành từ bụi sao và khí do ngôi sao phun ra trong một vụ bùng phát được phát hiện vào khoảng năm 1840, khi Eta Carinae là ngôi sao sáng thứ hai trên bầu trời đêm. Kể từ đó, độ sáng của nó sẽ giảm đi do có tinh vân.
Bên trong tinh vân Homunculus là một tinh vân Little Homunculus nhỏ hơn, và bên trong đó là lớp vỏ vật liệu bị đẩy ra từ những cơn gió sao được gọi là Baby Homunculus.

## Lịch sử quan sát
Năm 1914, Eta Carinae được báo cáo là có một vật thể đồng hành mờ nhạt và cũng không phải là sao. Các quan sát vào năm 1944 và 1945 cho thấy một đám mây hơi dài khoảng 5 "và dài 10". Nó được đo là mở rộng với tốc độ phù hợp với việc bắt nguồn từ một vụ nổ vào giữa thế kỷ 19. Vào thời điểm đó, hình dạng của tinh vân cho thấy một khối phồng trung tâm với một cục lớn duy nhất ở phía tây bắc và hai phần mở rộng nhỏ hơn về phía đông nam, được mô tả là Homunculus. Các quan sát khác cùng lúc đã mô tả một khu vực trung tâm màu da cam mạnh mẽ trong một đám mây xanh mờ hơn lớn hơn. Một bài báo mô tả nó trông giống như một "bộ râu đỏ".

## Hình dạng

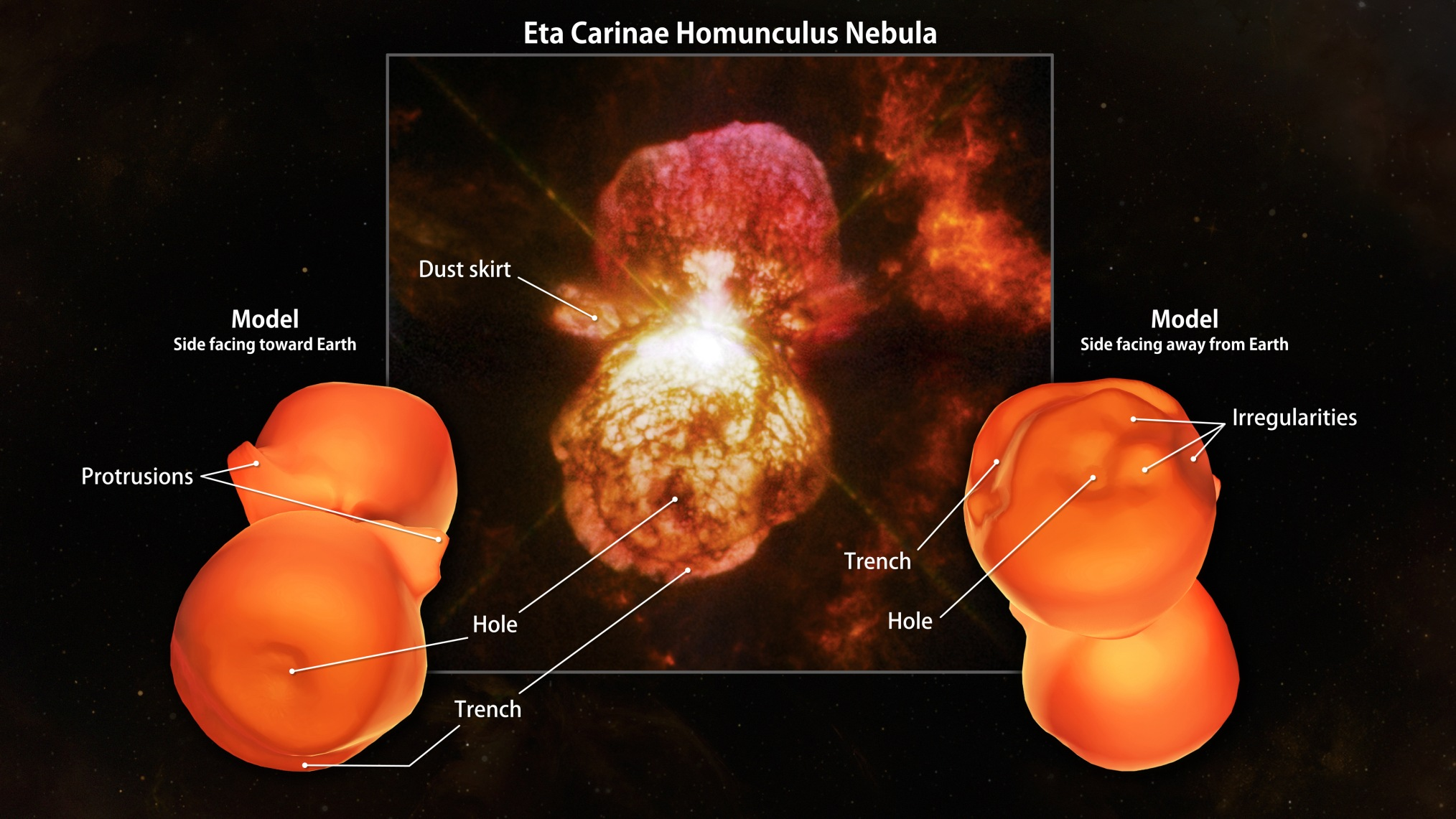
Một mô hình 3D của Tinh vân Homunculus.

Homunculus bao gồm hai thùy, được gọi là tây bắc (NW) và đông nam (SE) dựa trên hướng của chúng khi nhìn từ Trái Đất. Mỗi chiều dài khoảng 7 "rộng 5". Ngoài ra còn có một viền xích đạo rách rưới của vật liệu có thể được nhìn thấy mờ nhạt trong hình ảnh sâu ở bước sóng nhất định. Các thùy chủ yếu là rỗng với vật liệu tập trung mạnh về phía cực.
Váy xích đạo dường như chứa chất liệu cùng tuổi và trẻ hơn so với thùy. Nó chứa một khối vật chất nhỏ hơn nhiều so với các thùy, chiếu sáng chủ yếu bằng ánh sáng phản xạ thoát ra dễ dàng nhất ở các vĩ độ xích đạo. Có ít bụi hơn và ít hydro phân tử hơn so với các thùy.[9]
Viền xích đạo dường như chứa chất liệu cùng tuổi và trẻ hơn so với thùy. Nó chứa một khối vật chất nhỏ hơn nhiều so với các thùy, chiếu sáng chủ yếu bằng ánh sáng phản xạ thoát ra dễ dàng nhất ở các vĩ độ xích đạo. Có ít bụi hơn và ít hydro phân tử hơn so với các thùy.[10]
Tinh vân lưỡng cực này có góc sao cho thùy NW ở xa Trái đất hơn so với thùy SE. Toàn bộ tinh vân đang mở rộng sao cho thùy SE chuyển sang màu xanh và thùy NW chuyển sang màu đỏ, so với nguồn trung tâm. Các thùy chứa phần lớn vật chất trong Tinh vân Homunculus, trong lớp vỏ tương đối mỏng tập trung về phía các cực. Vỏ bao gồm hai thành phần, vùng ấm bên trong và lớp da mát bên ngoài lớn hơn. Vỏ nhẵn và mỏng cho thấy chúng đã bị đẩy ra trong vòng chưa đầy 5 năm, nhưng có thể phát hiện thấy những vệt bụi dày hơn bên trong vỏ.[9]

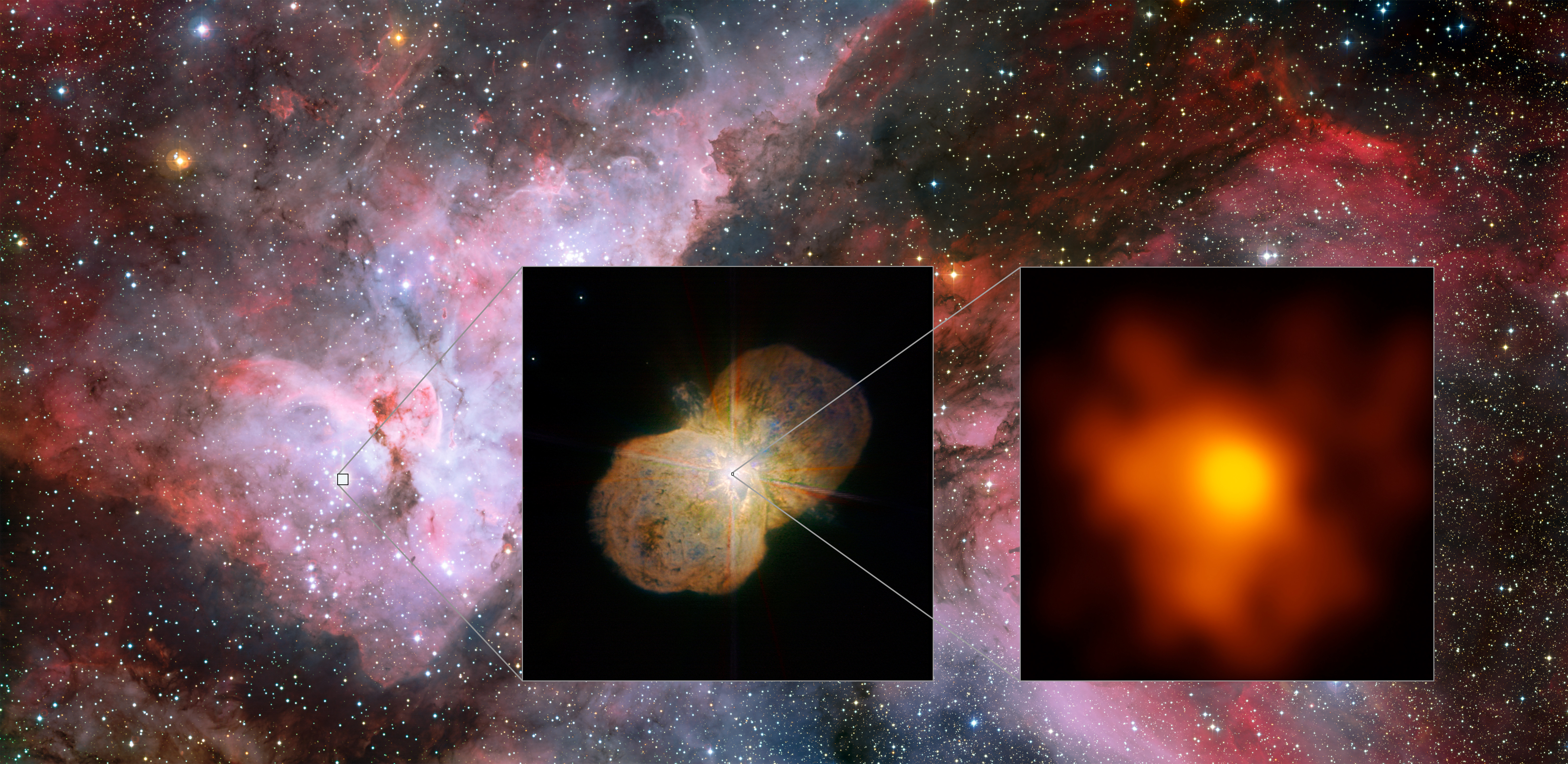
Hình ảnh chi tiết của Eta Carinae. Tinh vân Thuyền Để (Trái), Tinh vân Homunculus (giữa) và hình ảnh phân giải cao của Eta Carinae (phải).

Mỗi thùy có một "lỗ" cực mặc dù người ta không biết liệu đó có phải là một khe hở thực sự trên vỏ của thùy hay chỉ là một vết lõm sâu.  Bao quanh mỗi lỗ cực là một "rãnh".  Các rãnh có thể nhìn thấy dưới dạng hình bán nguyệt gần đúng có tâm nằm trên trục của các thùy nhưng có thể tạo thành các vòng tròn hoàn chỉnh.  Có những vết lõm và phần nhô ra không đều nhỏ khác đối với các thùy, đối xứng với các đặc điểm giống nhau xuất hiện trên mỗi thùy.  Chúng bao gồm các phần nhô ra phẳng ở vĩ độ khoảng 10°, một phần trên mỗi thùy (được gắn nhãn "Phần lồi" trong mô hình minh họa), cùng với các phần lồi nhỏ khác gần viền xích đạo.[8]
Khối lượng của tinh vân không thể được xác định trực tiếp.  Tuy nhiên, lượng bụi có thể được đo khá chính xác và ước tính tỷ lệ khí trên bụi được sử dụng để tính tổng khối lượng.  Tổng khối lượng bụi được tính là 0,4 M☉, dẫn đến ước tính rằng có tới 40 M☉ khí được chứa trong chính Homunculus.  Gần như nhiều vật chất được phát hiện bên trong ejecta bên ngoài, được hình thành sớm hơn, nhưng trong vòng một nghìn năm qua.  Các tính toán cũ hơn đã đưa ra ước tính đồng thuận là 10-15 M☉[11]

## Đốm màu Weigelt
Phép đo giao thoa Đầu ban đầu cho thấy khu vực trung tâm của Homunculus bao gồm bốn nguồn giống như điểm, ban đầu được ký hiệu là A1, A2, A3 và A4.[12] Bốn vật thể rắn chắc sau này được gọi là A, B, C và D. Các nghiên cứu có độ phân giải cao hơn cho thấy rằng chỉ có nguồn sáng tạo mới nhất mới thực sự là sao và ba vật thể còn lại là sự phản đối tinh vân nhỏ. Ba đốm màu Weigelt có thể nhìn thấy chủ yếu dưới ánh sáng phản xạ trực tiếp từ ngôi sao Eta Carinae. Các màu của bò được cho là gần mặt phẳng xích đạo của hệ sao, nhưng nguồn gốc của chúng vẫn chưa rõ ràng. Tốc độ của chúng đã được đo lường, nhưng trong trường hợp không chắc chắn, chúng có thể đã được phát hiện trong vụ nổ năm 1890 hoặc một sự kiện năm 1941. Tình hình còn phức tạp hơn do khả năng tăng tốc độ chuyển động chậm của chúng do gió sao dữ dội.

## Quang phổ

Hình ảnh tia cực tím của Homunculus chụp bởi hubble

Quang phổ của tinh vân Homunculus rất phức tạp, bao gồm các thành phần phản xạ, nhiệt và phát xạ ở các bước sóng trên quang phổ điện từ. Đặc điểm nổi bật là bức xạ vật đen từ bụi được đốt nóng bởi các ngôi sao bên trong. Phủ lên trên lớp này là một số ánh sáng từ chính các ngôi sao được phản xạ chủ yếu từ các đặc điểm dày đặc trong tinh vân, cho thấy các vạch quang phổ UV và thị giác mạnh trong phát xạ. Ngoài ra còn có các vạch phát xạ từ khí bị ion hóa khi nó va chạm với vật chất chuyển động chậm hơn hoặc bị kích thích bởi bức xạ điện từ năng lượng cao từ các ngôi sao. Sự phát xạ ion hóa tương tự như tinh vân hành tinh nhưng ở mức độ ion hóa thấp hơn do nhiệt độ thấp hơn của các ngôi sao trung tâm. Các vạch mạnh nhất là [Fe ii] và [N ii], tương tự như các vạch từ gió sao của chính các vì sao, nhưng có biên dạng hẹp hơn.[9]
Sóng xung kích ở rìa ngoài của ejecta được nung nóng đến hàng triệu  độ kelvin và phát ra bức xạ tia X. Các thùy của Homunculus phát ra nhiều sóng vô tuyến, bao gồm cả phát xạ ở vạch 21 cm hydro.
Quang phổ phản xạ của các thùy Homunculus thay đổi theo vị trí, do ngôi sao trung tâm phát ra các bức xạ khác nhau ở các vĩ độ khác nhau trên bề mặt của nó. Đây là ngôi sao duy nhất có thể quan sát thấy hiệu ứng như vậy.[9]

## Hình thành
Tinh vân Homunculus đã bị đẩy ra khỏi Eta Carinae trong một Vụ phun trào lớn dữ dội.  Ánh sáng từ sự kiện này đến Trái đất vào năm 1841, khi Eta Carinae nhanh chóng trở thành ngôi sao sáng thứ hai trên bầu trời, sau Sao Thiên Lang ;  khí và bụi thoát ra từ đó đã che khuất phần lớn ánh sáng của nó.  Vụ nổ gần siêu tân tinh đã tạo ra hai thùy cực và một đĩa xích đạo lớn nhưng mỏng, tất cả đều di chuyển ra ngoài với tốc độ lên tới 670 km/s (1.500.000 mph).
Tinh vân Homunculus là một cấu trúc gần như độc nhất vô nhị, được cho là có từ khi còn rất trẻ.  Điều này có nghĩa là hình dạng và cấu trúc gần như hoàn toàn là do vụ phun trào ban đầu chứ không phải do tương tác với vật chất giữa các vì sao xung quanh.  Gợi ý rằng eo giữa hai thùy được hình thành bằng cách "véo" từ một vật liệu dày đặc xung quanh đã bị bác bỏ, và vỏ lưỡng cực hiện được cho là do dòng vật chất tập trung ở cực chảy ra, với viền xích đạo được hình thành do sự phá vỡ của vật chất bị đẩy ra nhanh hơn.  vật liệu xuyên qua những phần mỏng nhất của vỏ sò.[8]  Sự phóng vật chất ưu tiên dọc theo trục quay của các ngôi sao, hoặc của quỹ đạo nhị phân, có thể là do sự quay của chính Eta Carinae A dẫn đến sự mất mát khối lượng lớn hơn về phía các cực.[9]
Độ mỏng của lớp vỏ lưỡng cực cho thấy chúng sẽ phóng ra trong vòng khoảng 5 năm.[9]  Sự bất thường trong cấu trúc vỏ rất trơn tru của vỏ được phỏng đoán là kết quả của sự tương tác giữa gió của hai ngôi sao trung tâm và từ chuyển động quỹ đạo của chúng.[8]
Phân tích về sự mở rộng của tinh vân đã đưa ra thời gian hình thành của nó là 1847,1±0,8 năm.  Ngày này không phù hợp với các cực đại về độ sáng và với các ước tính về chu kỳ thiên văn đi qua của ngôi sao phụ.[14]